# Bibliotheekbus

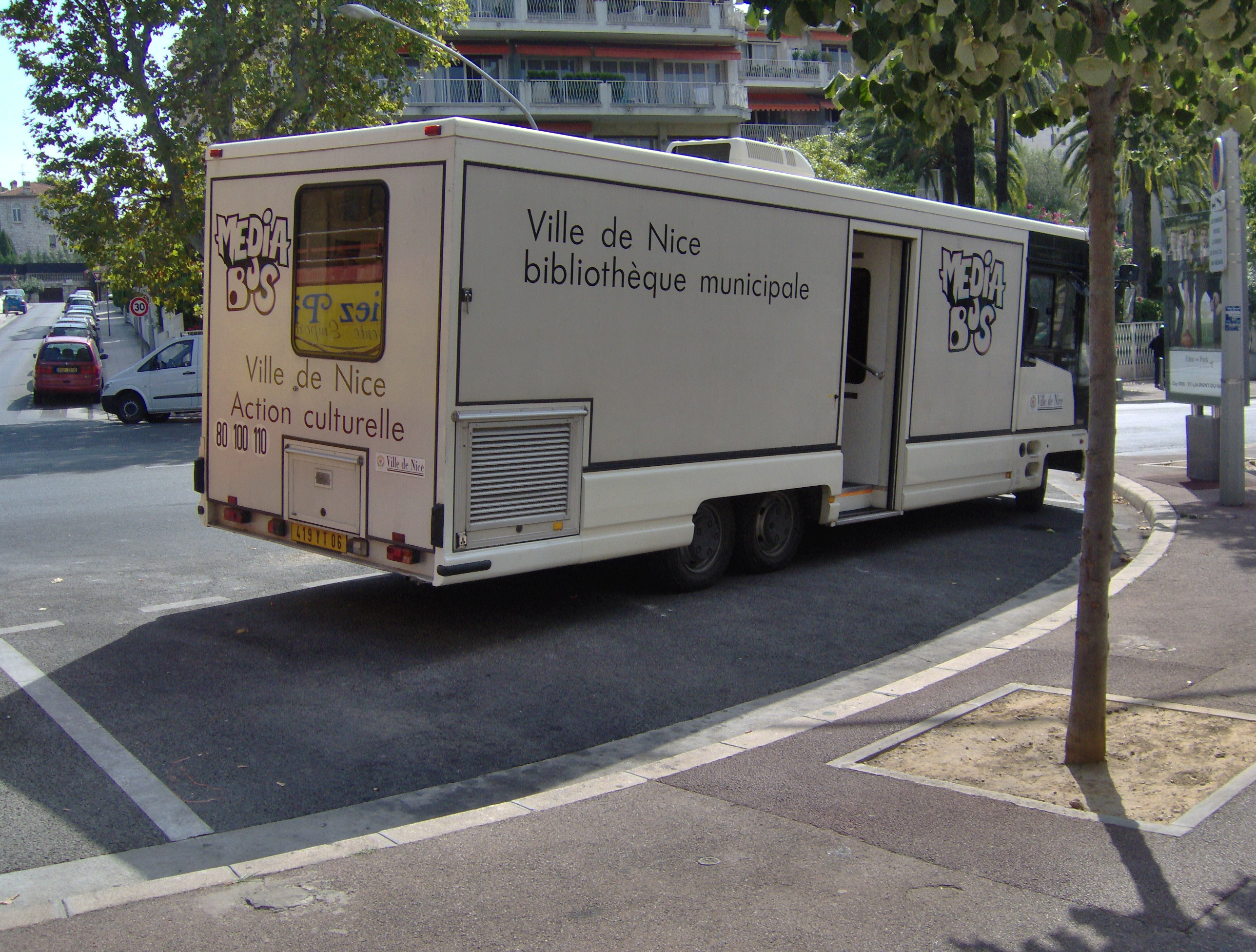
Bibliotheekbus in Nice - Media Bus

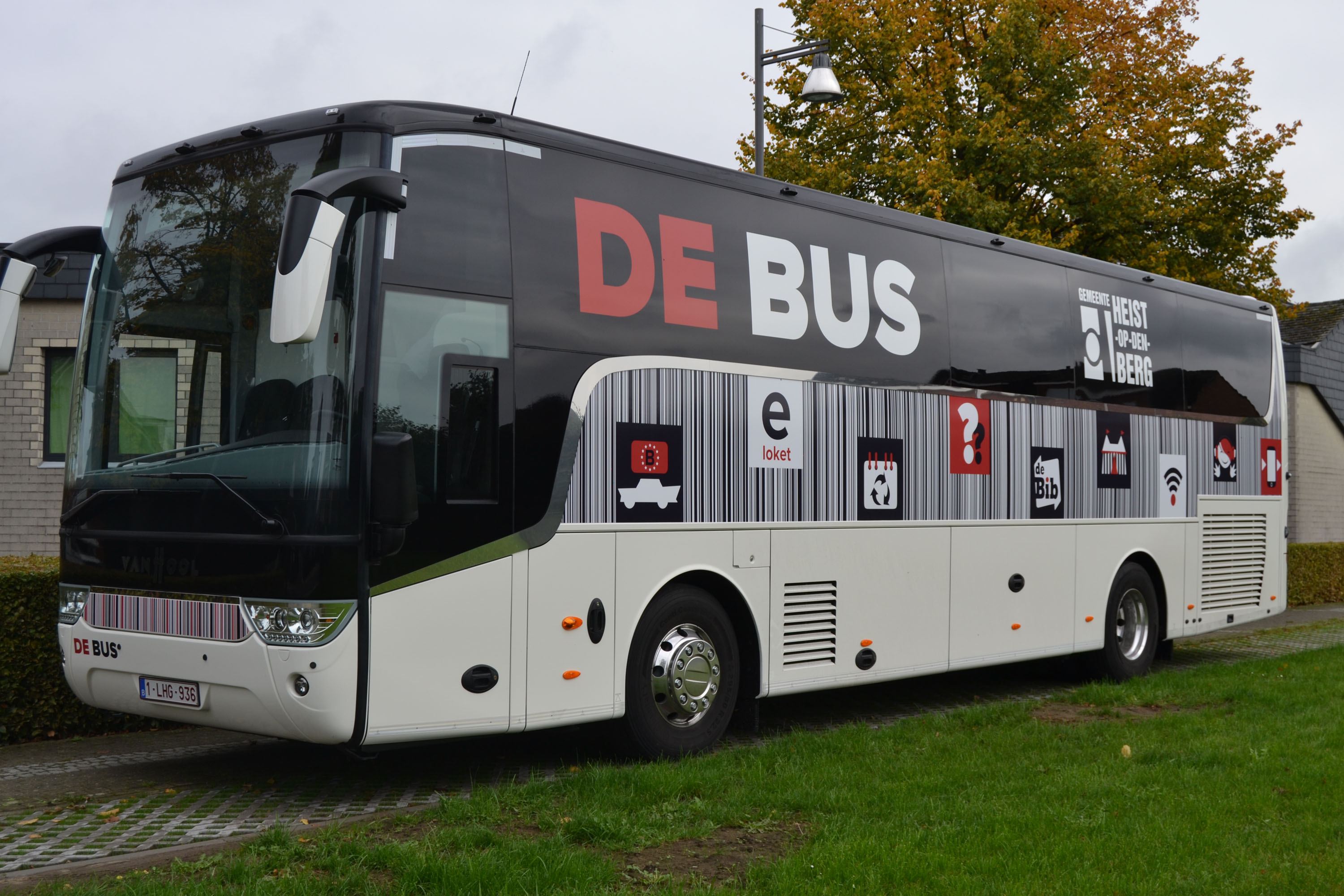
Bibliotheekbus in Heist-op-den-Berg

Een bibliotheekbus of bibliobus is de benaming voor een rijdende, vaak openbare, bibliotheek in een autobus of vrachtwagen.
Een dergelijke bibliotheek wordt veelal gebruikt om mensen in afgelegen gebieden, waar om verschillende redenen geen bibliotheekgebouw aanwezig is, in de gelegenheid te stellen boeken te kunnen lezen door deze te lenen. Ook wordt een bibliotheekbus veelvuldig gebruikt om mindervaliden te bereiken, zodat bibliotheekbussen regelmatig te zien zijn bij bijvoorbeeld bejaardentehuizen. Sommige bibliotheekbussen bieden naast boeken ook ander mediamateriaal aan, zoals cd's, dvd's, etc.

## Geschiedenis
Het idee van een rijdende bibliotheek werd voor het eerst uitgevoerd in Washington County in Maryland, de Verenigde Staten van Amerika. Daar werden in 1905 met behulp van paard en wagen voor het eerst boeken uitgeleend. Na de Eerste Wereldoorlog verbreidde dit verschijnsel zich verder over de Verenigde Staten, Groot-Brittannië, Frankrijk en Batavia, waarbij het niet alleen om uitleen, maar ook om verkoop van boeken ging. Inmiddels zijn bibliotheekbussen ook in de rest van Europa gemeengoed geworden. 
In Nederland ging de eerste bibliobus in 1951 van start, vanuit Leeuwarden, met als chauffeuse en bibliothecaresse mej. Wilke Meijboom.